# Gabriel Karlen
Gabriel Karlen (10 maart 1994) is een Zwitsers schansspringer. Zijn debuut in de individuele wereldbeker was op 20 december 2014. Hij is niet standaard in de wereldbeker aanwezig. Zijn beste resultaat in een wereldbekerwedstrijd tot nu toe was een dertigste plaats in Klingenthal, juist in de finaleronde.

## Carrière

### Vroegste jaren
Karlen springt zijn eerste wedstrijd bij de junioren in de zomer van 2008. Na een aantal qua resultaten weinig productieve jaren start hij in 2010 voor het eerst in een wedstrijd van de Alpen Cup. Dit is een niveau tussen de Continental Cup en de FIS Cup in, dus het niveau ligt tussen dat van het tweede en het derde niveau schansspringen. In 2011 sprong hij hier iets vaker. Zijn voortgang stokt echter een poosje; 2012 wordt voor hem een seizoen waarin hij maar één enkele wedstrijd springt.

### 2012/2013
In het seizoen 2012/2013 begint hij wat vaker te springen. Het niveau van de wedstrijden waaraan hij deelneemt wisselt echter nogal; zo neemt hij deel aan wedstrijden in de Alpen Cup en de FIS Cup. Hij blijft echter vooruitgang boeken, want in ditzelfde seizoen debuteert hij op de thuisschans in Engelberg in de Continental Cup. Hij springt in dit seizoen in Neustadt nog tweemaal in de Continental Cup. Hierna volgen nog enkele matige wedstrijden in de Alpen Cup; Karlen moet als laatste wedstrijd van het seizoen daarom genoegen nemen met een start in de FIS Cup.

### 2013/2014
De zomer van 2013 brengt hem slechts eenmaal in de Continental Cup; de rest van de zomer springt hij in de FIS Cup. Zijn deelnames aan de wedstrijden in de Continental Cup worden in de winter wat frequenter. Daarnaast krijgt hij twee kansen om zich te kwalificeren voor een wereldbekerwedstrijd; hij wordt toegelaten tot de kwalificaties voor de wedstrijd in het Vierschansentoernooi te Innsbruck en de afsluiting van het seizoen in Planica. Hij eindigt in die kwalificaties als respectievelijk 72e en 48e. De hoofdwedstrijd blijkt dus nog onbereikbaar, want in Planica wordt niet met het volle aantal van 50 schansspringers gesprongen. Wel mag hij op wereldbekerniveau voor het eerst meespringen in een teamwedstrijd.

### 2014/2015
Karlen blijft in de zomer van 2014 fluctueren qua niveau. Het ene moment springt hij in de FIS-Cup; de volgende wedstrijd blijkt hij plotseling aan de start te staan van de Grand Prix, de hoogste divisie die het schansspringen in de zomer heeft. Dit laatste doet hij zelfs niet alleen in de kwalificaties, want hij weet regelmatig een deelname af te dwingen. Later in de zomer verandert dit wel iets omdat hij meer gaat wisselen tussen FIS Cup en Continental Cup. Aan het eind van de zomer ziet men hem voornamelijk in de Continental Cup. De zomer wordt door Karlen beëindigd Karlen met een kwalificatiesprong voor de wedstrijd in de Grand Prix, te Klingenthal. Hij wordt 56e en dit betekent dat hij niet is geplaatst. 
Hierna springt hij tijdens de seizoensopening van het winterspringen eerst niet. In december springt hij twee wedstrijden in de FIS Cup. Zijn niveau is dus nog steeds niet constant. Op 19 december 2014 bereikt hij een mijlpaal: voor het eerst in zijn carrière weet hij deelname aan een wereldbekerwedstrijd af te dwingen op zijn thuisschans in Engelberg. Bij de twee wedstrijden aldaar wordt hij 42e en 47e. Zijn volgende doel blijkt het Vierschansentoernooi te zijn. Hiervoor springt hij op dezelfde plaats en schans nog twee wedstrijden in de Continental Cup, waarschijnlijk om zich voor te bereiden. De kwalificaties voor de wedstrijd in Oberstdorf moet hij voor deze wedstrijden laten schieten, maar bij de andere kwalificaties staat hij er. Dit wordt echter niet beloond met deelname aan een wedstrijd. Bij de kwalificatie voor de skivliegwedstrijd in Tauplitz / Bad Mitterndorf direct na het toernooi lukt het echter wel. De eerste finaleronde laat echter nog op zich wachten, want hij wordt 36e. Karlen neemt in dit seizoen nog deel aan de teamwedstrijd van het WK schansspringen, maar de rest van het seizoen springt hij in de Continental Cup.

### 2015/2016
Gedurende deze zomer en winter is Karlen niet actief.

### 2016/2017
Door zijn afwezigheid begint Karlen de zomer van 2016 weer in de FIS Cup. Hij werkt zich echter snel weer op naar continentalcupniveau en aan het eind mag hij zelfs weer eens springen op grandprixniveau. 
De winter wordt voor hem pendelen tussen wereldbeker en Continental Cup. Het eerste deel van het seizoen is het vooral wereldbeker, het tweede deel vooral Continental Cup. Gedurende het eerste deel van het seizoen behaalt hij wel zijn eerste finaleronde; hij wordt 30e. Hiermee staat hij gelijk in de eindstand van de wereldbeker vermeld, de gedeelde 71e plaats.

### 2017/2018
Tijdens de FIS Summer Grand Prix pendelde hij tussen dit toernooi en de FIS Cup en de Continental Cup.

## Resultaten

### Wereldbeker
Eindklasseringen
| Seizoen   | Algm | SV | 4S |
| --------- | ---- | -- | -- |
| 2016/2017 | 71e  | -  | -  |

### Wereldkampioenschappen
| Jaar | Plaats | Resultaten     |
| ---- | ------ | -------------- |
| 2015 | Falun  | 10e Team HS134 |